# Edward Albee
Edward Albee  (Virginia, 12 de março de 1928 - Montauk, 16 de setembro de 2016) foi um dramaturgo norte-americano.

## Biografia
As suas peças, de carácter psicológico, analisam e desmascaram as crises do homem e da sociedade atuais. Viveu no seio de uma família rica que estava envolvida na gerência de teatros de vaudeville, e cuja sua casa era frequentada por pessoas ligadas ao teatro ou já aposentadas. Albee era adotado e nunca se sentiu confortável com os pais adotivos. Na sua opinião, os seus pais adotivos mandaram-no para a escola para não estarem com ele. Era interessado nas artes, descobrindo a poesia quando tinha nove anos. Lembra-se de ter sido advertido por ter tomado emprestado um livro da biblioteca da família.
A circunstância de ser adotado não causou um tipo de  obrigação para com os pais adotivos. Edward8 não se relacionava com eles, e tinha um tipo de objetividade sobre a relação: era e ainda é um visitante permanente. Isso provavelmente motivou a frase em O Jardim Zoológico em que refere "Eu sou um visitante permanente. A minha casa são os alojamentos doentes do Upper East Side de Nova Iorque, que é a maior cidade no mundo. Amen!"
Aos treze anos foi para Greenwich Village, que para ele era onde todas as pessoas interessantes iam. Completou a sua educação visitando grandes pintores abstratos e expressionistas, e ouvindo toda a música contemporânea e espetáculos da Broadway, sem falar nos livros e a convivência com os escritores.
A sua primeira peça foi feita em  duas semanas. Chamou-lhe a História do Jardim Zoológico. Acreditou que era uma boa peça e que todas as influências tinham sido postas de lado.
Albee dizia que escrevia as suas peças com aquilo que tinha na cabeça, bem simples, bem fácil e verdadeiro. "Eu não sou um dramaturgo didático que fala, “Eu preciso escrever uma peça a respeito de..." e daí escolhe as personagens", ele quer ouvir as personagens, conhecê-las, colocá-las em ação.
A fonte de inspiração desta nas ideias é o que vem à mente e fica na cabeça.
O papel do dramaturgo na sociedade vive-se no sentido de instruir as pessoas um pouco mais a respeito de suas responsabilidades e  consciência. Mas todos nós escrevemos porque não gostamos do que vemos, e nos gostaríamos que as pessoas fossem melhores e diferentes.
Albee acreditava que algumas das suas melhores peças foram as menos populares e por isto não pode nunca deixar de acreditar no seu talento. Para ele, se alguém escreve com aquilo que tem em mente e com talento, o público prestará atenção e aprenderá alguma coisa. Sem a preocupação de fazer algo impopular, de simplificar ou tornar mais complexo.
Albee não costumava reescrever as peças porque a criatividade está no inconsciente, as suas peças já estão determinadas muito antes dele tomar conhecimento delas, assim como se as personagens escrevessem a peça para ele. Não há uma imposição, ele as deixa pensar e falar o que querem e se transformar numa peça.
Albee preferia pequenas audiências, pois quanto menor o teatro, mais atenta está a audiência, e quanto mais jovens, mais inteligentes.
Toda a arte deve ter a sua utilidade, se é meramente decorativa ou escapista, é perda de tempo. O autor escreve para tentar fazer com que as pessoas acreditem naquilo que ele quer que elas acreditem. Esta utilidade está ligada à consciência. Ela deve nos engajar numa reflexão e reavaliação dos nossos valores para encontrar aquela coisa que nós estivemos acreditando pelos últimos 20 anos se ainda tem alguma validade, a arte nos ajuda a entender as mudanças de valores. Se nós paramos de explorar as possibilidades da nossa mente, então nós ficamos  dormindo. Assim como a arte africana que é utilitária, feita para fins religiosos para a dança.
Os valores estão na luta contra as forces da escuridão que ameaçam a democracia. Manter acordado ao fato que a democracia demanda voto informado e ela é frágil.
A arte é fundamentalmente política no senso  filosófico. Albee acredita que exista uma mensagem na sua arte, que as pessoas só vivem uma vez, e o que poderia ser pior do que chegar ao final e perceber que não havia vivido.
Um livro, uma peça, uma pintura, uma música deve expandir os horizontes, fazer pensar diferente, pensar com maior vigor, numa experiência útil, senão foi apenas perda de tempo.
A sua maior preocupação com os rumos  da  América no início do século XXI estava nos perigos contra a democracia devido a um eleitorado que vota de uma maneira tão mesquinha. Muitos dos votos não se preocupam com a maioria da sociedade. São mesquinhos e isto pode matar a democracia muito rapidamente. A forma de Albee para contribuir para que isto não aconteça está em persuadir as pessoas a se manterem atentas, viver uma vida de completude, não se vender, não se comprometer, e encorajando-as a fazer isto, então restará a esperança.
Para as gerações de escritores deixa o recado de que busquem na própria mente e imaginem o que querem fazer com a vida, de uma forma real, e que percebam quem realmente são. Que não percam tempo fazendo algo que os aborreça, o que sintam que é fútil ou perda de tempo. É a sua vida, o seu bem mais importante, utilize da melhor forma. "Utilidade" é a coisa mais importante. A vida deve ser usada de uma forma útil, e não ser mesquinha.

## Obras
- The Zoo-Story (1959)
- Who's Afraid of Virginia Woolf (1962)
- The Death of Bessie Smith (1959)
- The Sandbox (teatro) (1959)
- Fam and Yam (1959)
- The American Dream (teatro) (1960)
- The Ballad of the Sad Cafe (1963) (adaptado da novela de Carson McCullers)
- Tiny Alice (1964)
- Malcolm (teatro) (1965) (adaptado da novela de James Purdy)
- Equilíbro instável - no original A Delicate Balance (1966)
- Breakfast at Tiffany's (musical) (1966)
- Everything in the Garden (1967) (adaptado da peça do dramaturgo inglês Giles Cooper)
- Box (teatro) e Quotations From Chairman Mao Tse-Tung (1968)
- Sandbox (teatro) (1968)
- All Over (1971)
- Seascape (teatro) (1974)
- Listening (teatro) (1975)
- Counting the Ways (1976)
- The Lady From Dubuque (1977-79)
- Lolita (adaptado da novela de Vladimir Nabokov)
- The Man Who Had Three Arms (1981)
- Finding the Sun (1982)
- Marriage Play (1986-87)
- Três Mulheres Altas - no original Three Tall Women (1990-91)
- The Lorca Play (1992)
- Fragments (1993)
- The Play About the Baby (1996)
- The Goat or Who is Sylvia? (2000, Prémio Tony Award para Melhor Peça)
- Occupant (play)|Occupant (2001)
- Peter & Jerry (Acto Um: Homelife.  Acto Dois: The Zoo Story) (2004)
- Me, Myself & I (em progresso)

## Adaptações para o cinema
- Who's Afraid of Virginia Woolf (1966) com Elizabeth Taylor e Richard Burton.